# 作谷
作谷（つくりや）は、茨城県つくば市の大字。郵便番号300-4204。

## 地理
北は洞下、北東は高野原新田、明石、東は水守、和台原、南東は和台、北原、南は大砂、大久保、南西は西高野、西は安食、北西は寺具に隣接している。

## 小字
小字は以下の通り。
- 1耕地
- 2耕地
- 3耕地
- 4耕地
- 5耕地
- 6耕地
- 7耕地
- 8耕地
- 9耕地
- 10耕地
- 11耕地
- 12耕地
- 13耕地
- 14耕地
- 15耕地
- 16耕地
- 17耕地
- 18耕地
- 19耕地
- 20耕地
- 21耕地
- 22耕地
- 23耕地
- 24耕地
- 25耕地
- 26耕地
- 和台原（わのいがはら）

## 歴史
江戸期は作谷村であり、筑波郡のうち。はじめ佐竹氏領、慶長8年小張藩領、元和2年幕府領、寛永年間は旗本筧氏・中山氏・服部氏の相給。元禄年間は武蔵久喜藩と旗本筧氏ほか旗本3氏の相給、幕末期は幕府と旗本筧氏とほか旗本3氏の相給。村高は「元禄郷帳」では作屋村として826石余、「天保郷帳」では古くは作屋村とあり造谷として896石余、「旧高薄」1,087石余。文政11年の戸数91・人口430、居酒屋3・荒物商5・薪炭商3・髪結1・酒造人の農間渡世人がいた。安政2年の村柄明細帳によると旗本筧鉄之助領318石、戸数23・人口91、馬9、旗本中山治郎右衛門領48石、戸数4・人口120、馬6、旗本服部又一郎領240石、戸数22・人口111、馬8と幕府領20石。殿内・西坪・上坪・下坪の4坪からなり幕末には殿内296石・戸数37、西坪339石・戸数32、上坪151石・戸数23、下坪119石・戸数18で、このほかに無人の高野原新田68石が村の北端にあった。鎮守の鹿島神社、真言宗東済寺・同東福院・同威徳院・同玉蔵院・天台宗放光院があった。年貢は鬼怒川の宗道河岸まで駄送りした。村の東端に大池があるが、その水利権は明石・田中・水守の3か村が持っていた。上坪の名主飯塚家の母屋は天明4年に貧民救済事業の「おたすけ普請」として建築された。明治初年頃幕府領の高野原新田48石を分村。明治2年の村明細帳によると、田44町・畑99町・御林3町があった。同書では家数104・人数馬48で、医師1・馬医1・酒造人2・濁酒造人4・木挽5・大工2の農間渡世人がいた。明治8年茨城県、明治11年筑波郡に所属。明治9年上坪に作谷小学校を設立。明治22年作岡村の大字となる。

### 年表
- 明治初年頃幕府領の高野原新田48石を分村[5][4]。
- 1875年（明治8年） - 茨城県に所属。
- 1878年（明治11年） - 筑波郡に所属。
- 1889年（明治22年）4月1日 - 町村制施行し、作谷村、安食村、寺具村、明石村、高野原新田が合併し筑波郡作岡村が発足。作岡村大字作谷となる。
- 1956年（昭和31年）9月30日 - 作岡村が筑波町に編入。筑波町作谷となる。
- 1988年（昭和63年）1月31日 - 筑波町がつくば市に編入。つくば市作谷になる。

## 小・中学校の学区
市立小・中学校に通う場合、学区は以下の通りとなる。
| 番地 | 義務教育学校         |
| ---- | -------------------- |
| 全域 | 秀峰筑波義務教育学校 |

## 世帯数と人口
2017年（平成29年）8月1日現在の世帯数と人口は以下の通りである。
| 大字 | 世帯数  | 人口    |
| ---- | ------- | ------- |
| 作谷 | 513世帯 | 1,359人 |

## 施設
- つくば作谷郵便局
- つくば市立作岡保育所
- 上作谷公民館
- 上坪公民館
- 西坪公民館
- 西作谷区公民館
- 東作谷児童館
- 南作谷児童館
- 南作谷公民館
- つくば市下作谷公民館
- 角川ドワンゴ学園 S高等学校 つくば本校
- JA全農飼料畜産中央研究所
- 明石揚水機場
- 虚空蔵尊
- 東済寺
- 鹿島神社
- 天満宮

## 交通

### 道路
- 国道
  - 国道125号
- 都道府県道
  - 茨城県道45号つくば真岡線

### 公共交通
- ■ つくバス作岡シャトル 「作谷」[7]
- ■ つくタク[7]